# Hocco de Blumenbach
Crax blumenbachii
Espèce
Statut de conservation UICN

 EN C2a(i) : En danger
Statut CITES
Le Hocco de Blumenbach (Crax blumenbachii) est une espèce d'oiseau de la famille des Cracidae.

## Description
Il mesure 84 cm de longueur. Le mâle a un plumage noir avec un ventre blanc, une huppe frisée sur la tête, le bec gris et une cire rouge, l'iris est brun. La femelle a le plumage noir et le ventre marron, la cire et la base du bec gris, l'iris orange.

## Alimentation
Il se nourrit dans les arbres ou sur le sol, de fruits, de noix, de graines, de feuilles et de petits invertébrés.

## Reproduction
Il niche dans les des arbres et la période d'incubation des œufs est de 28 jours.

## Répartition
Il est endémique aux plaines de la forêt atlantique dans les États de Espírito Santo, Bahia et Minas Gerais dans le sud-est Brésil.

## Habitat
Son habitat naturel est les forêts et le bord des cours d'eau.
Il est menacé par la destruction ou la fragmentation de son habitat.